# Jean Gerson
Jean Gerson (14 december 1363 – 12 juli 1429) var en fransk teolog, kirkepolitiker, intellektuel og forfatter og i særlig grad indflydelsesrig i sin tids samfundsdebat. 
Da Pierre d'Ailly blev biskop i Puy, blev Gerson som kun 32-årig kansler for universitetet i Paris.
Gerson var forfatter til blandt andet den første bog som blev trykt på svensk, Aff dyäffwlsens frästilse udgivet i 1495. Hans Om kunsten at dø blev oversat til svensk flere gange og trykt 1514.
Gerson var også involveret i den konciliare bevægelse i forbindelse med skismaet i den katolske kirke fra 1378 og var en af de mest prominente teologer ved koncilet i Konstanz fra 1414.